# Jacques de Longuyon

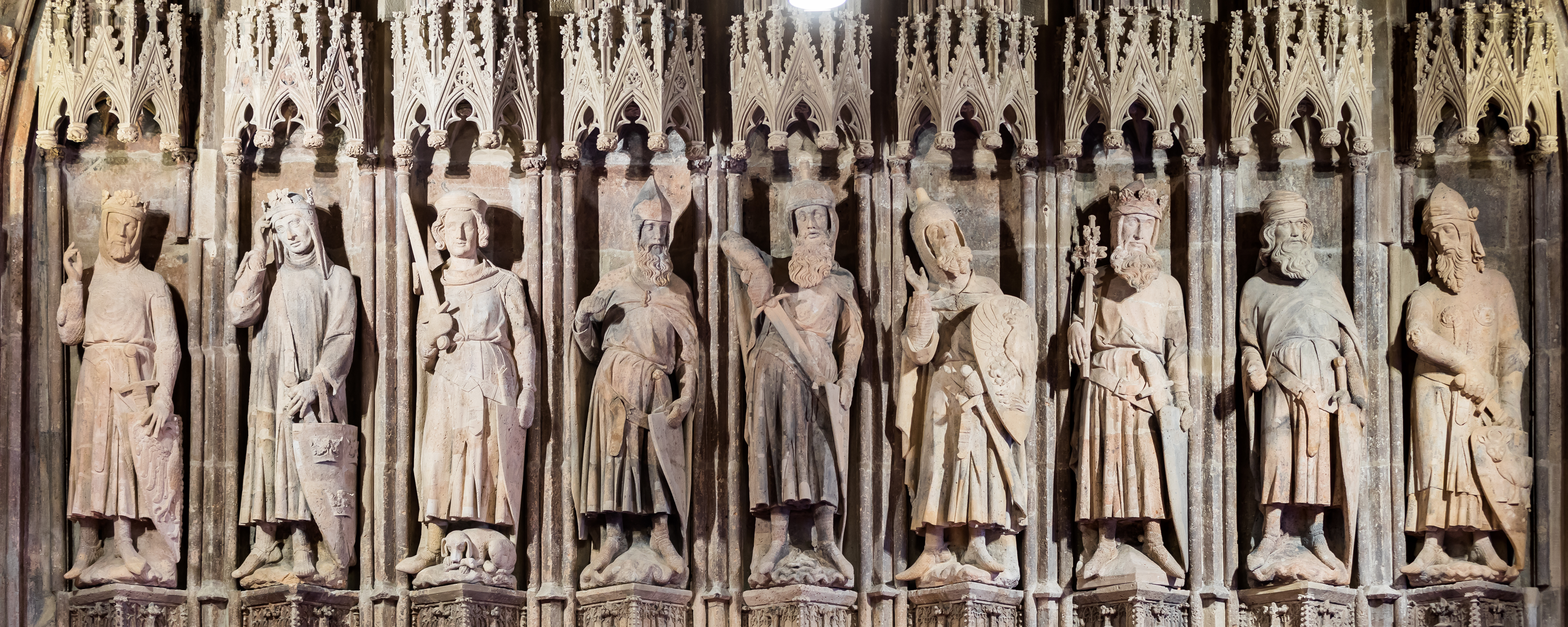
Els Nou preuats.

Jacques de Longuyon és autor d'una cançó de gesta, Les Vœux du paon, escrita el 1312 per Teobald de Bar, bisbe de Lieja. És una de les cançons de gesta més cèlebres del segle XIV que introdueix el concepte dels nou preuats.